# 練馬区立小竹小学校
練馬区立小竹小学校（ねりまくりつこたけしょうがっこう）は、東京都練馬区小竹町にある公立小学校。通称は小竹小（こたけしょう）である。2019年(令和元年)5月時点の児童数は12学級307名である。

## 沿革
- 1959年4月1日　旭ヶ丘小学校分校として設置
9月7日　分校授業開始
10月17日　分校落成式
- 1960年4月1日　練馬区立小竹小学校として独立
大井安美初代校長着任
- 1961年3月25日　第一回卒業式挙行
- 1963年3月18日　体育館竣工
5月23日　校歌制定発表
- 1965年1月25日　5周年記念造園完成
- 1966年4月1日　小島博夫第2代校長着任
- 1967年6月17日　プール竣工
- 1969年4月1日　中村薫第3代校長着任
- 1973年4月1日　吉丸秀幸第4代校長着任
- 1978年11月21日　東京都学校安全優良校表彰
- 1979年9月14日 練馬区防災実験校として発表
11月21日　東京都健康努力校表彰
観察池完成
- 1981年4月1日　小林昌道第5代校長着任
- 1982年8月31日　校庭下工事完成
- 1983年4月1日　児玉専第6代校長着任
- 1984年3月31日　小竹の森植栽完了
- 1986年4月1日　檜山清之助第7代校長着任
- 1988年11月1日　ソニー教育賞受賞
- 1989年4月1日　篠原智男第8代校長着任
- 1992年4月1日　佐藤公泰第9代校長着任
- 1993年9月25日　第一回小竹の森音楽祭開催
- 1995年4月1日　松本勝士第10代校長着任
- 1996年6月9日　教室・図書館開放開始
12月10日　人権の花運動協力校表彰
- 1998年11月6日　才能開発実践教育賞受賞
- 1999年4月1日　小坂茜第11代校長着任
- 2000年3月1日　コンピューター22台設置
6月～9月　東校舎耐震工事
- 2001年11月9日　ザリガニ池完成
- 2002年11月2日　第4回朝日のびのび教育賞受賞
- 2003年4月1日　高須英利第12代校長着任
- 2007年4月1日　森政一第13代校長着任
- 2010年3月6日　吹奏楽部第30回定期演奏会挙行
- 2010年4月1日　中山徹第14代校長着任
- 2010年11月6日　開校50周年式典挙行
- 2012年10月26日　東京都環境教育優良校として表彰
- 2013年4月1日　泉﨑春海第15代校長着任
- 2014年9月1日　瀧嶋克己第16代校長着任
- 2017年4月1日　特別支援教室「ひまわり」開設
- 2018年4月1日　佐藤正文第17代校長着任

## 教育目標

### 目標
- 共に生きる子ども
- かしこく・やさしく・たくましく

### 基本方針
- 全教育活動を通じて、自ら学び、自ら考える力など「生きる力」を育成する。
- 基礎的・基本的な内容の確実な定着と個性を生かす教育の充実を図る。
- 道徳教育の充実を図り、ボランティア活動、社会体験などを創意工夫することにより豊かな心をはぐくむ教育を推進する。
- 心身の健康、体力の向上を図り、体育・健康に関する教育を推進する。
- 全教職員で児童を育てる意識を高めるため、開かれた学級・学年経営に努める。
- 家庭、地域社会や近隣の教育機関との連携を図るために学校情報発信や受信を 積極的に行う。また、様々な体験を通して、共に生きる意識や態度をはぐくむために社会とのかかわりあいを深める学校の体勢づくりに努める。

## 通学区域
- 小竹町一丁目
- 小竹町二丁目

## 進学先中学校
学区指定による中学校は以下の通りであるが、区立中学校選択制度があり学区外の中学校を希望することもできる、※印は小中一貫教育グループの構成校。
- 練馬区立旭丘中学校(※)

## その他
本校の地下には幹線道路のトンネルと地下鉄の駅（東京メトロ小竹向原駅）が連なっている。
小竹向原駅には地下鉄建設時に校庭の一部を利用したことの謝恩の意味も含めて、「小竹小学校前」という副名称が付けられている。